# Ternopil
Ternopil (ukránul Тернопіль, 1944-ig Tarnopol) város Nyugat-Ukrajnában a Szeret folyó partján, a Ternopili terület és a Ternopili járás központja. Lakosainak száma 2022-ben 225 004 volt.

## Elhelyezkedése
Ternopil Ukrajna nyugati részén, a Podóliai-hátságon, a történelmi Galícia régióban helyezkedik el, a Dnyeszter bal oldali mellékfolyójának, a Szeretnek a partján (nem keverendő az Észak-Bukovinában eredő és a Duna bal oldali mellékfolyóját képező Szerettel, bár ukránul mindkét folyót Серет-nek hívják). A városon folyt át a Rudka patak is, amely azonban a 19. században kiszáradt. 
Tengerszint fölötti átlagos magassága 320 m, legalacsonyabb pontja 298 m (a Szeret-part), a legmagasabb pedig 374 m.
Éghajlata mérsékelt kontinentális, a nyár meleg és esős, a tél enyhe. Az átlaghőmérséklet a januári –5°C és a júliusi +19°C között változik. Az átlagos évi csapadékmennyiség 520–600 mm. A maximális hőmérsékleti rekord +38°C (2007. július 18.), a minimális pedig –34°C.

## Története
Ternopilt 1540-ben alapította Jan Tarnowski lengyel hetman, miután I. Zsigmond király április 15-én kiadott oklevelében engedélyt adott rá és neki adományozta a városkörnyéki birtokokat. A város Tarnowskiról kapta eredeti (Tarnopol) nevét, bár van olyan elképzelés is, hogy a Тернове поле (tüskemező) ukrán kifejezés áll az elnevezés hátterében. A hetman erődöt épített itt, melyet podóliai és vörösoroszországi katonákkal töltött meg. 1548-ban a település városjogot kapott, a gyorsabb betelepülés érdekében lakosai 15 évre adó- és 20 évre vámmentességet kaptak; ezenfelül évente háromszor vásárt tarthatott. A 16-17. században a krími tatárok több alkalommal kifosztották a települést, a 17. század közepén pedig Bohdan Hmelnickij kozákjai szállták meg három ízben is. 

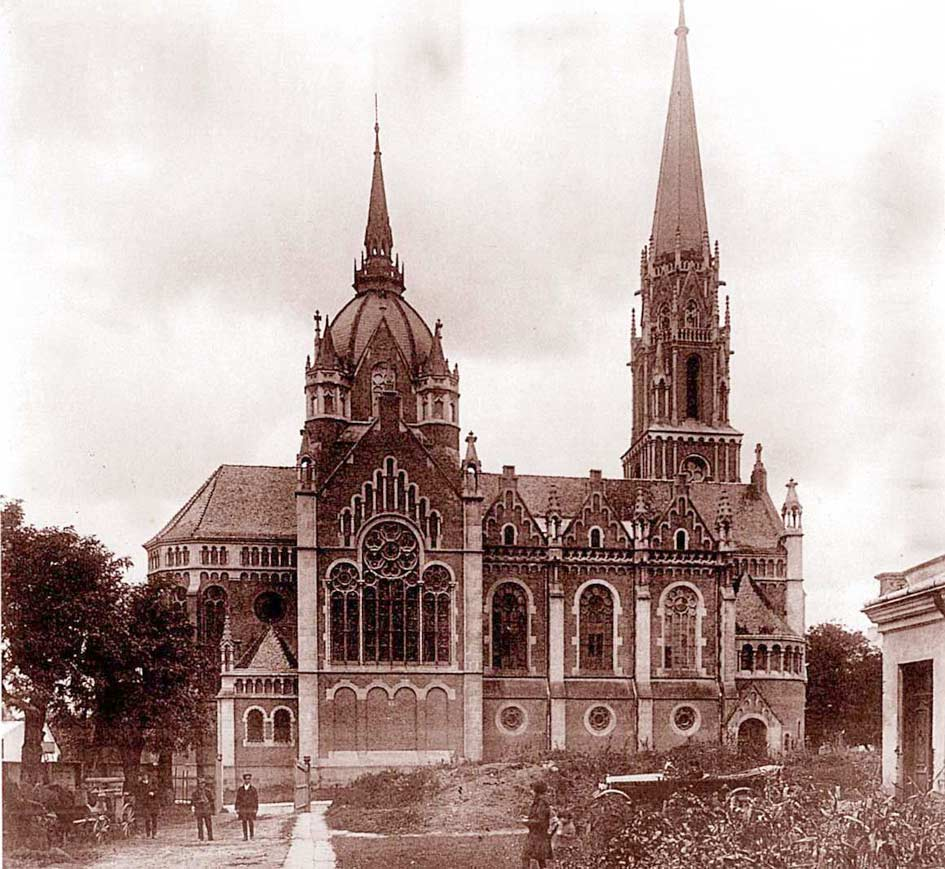
A szovjetek által felrobbantott római katolikus katedrális

1772-ben, Lengyelország első felosztása után Tarnopol Ausztriához került. 1783-ban a város a Tomaszówi körzet székhelye lett, amelyet aztán Tarnopoli körzetté neveztek át. A napóleoni háborúk idején, 1809-1815 között Oroszország tartotta megszállva Tarnopolt. 1820-ban megnyílt a város első gimnáziuma, 1844-ben pedig I. Ferdinánd császár rendelete alapján Tarnopol szabad várossá vált és saját címert kapott. Az 1848-as forradalom idején Tarnopolban is megalakult a lembergi Legfelsőbb Rutén Tanács helyi bizottsága. A vasút 1870-ben ért a városba, 1898-ban pedig megnyílt az ukrán gimnázium.
Tarnopol a galíciai zsidóság egyik központja volt, már megalapítása után nem sokkal 300 zsidó család élt itt. 1905-ben a város lakosságának majdnem a fele (14 ezer a 30 415-ből) volt zsidó.
Az első világháborúban Tarnopol 1914 augusztusától egészen 1917 júliusáig orosz megszállás alatt volt és a Tarnopoli katonai kormányzóság központjaként funkcionált. A kivonuló orosz csapatok kifosztották a várost és pogromokat rendeztek a zsidó lakosság között. 

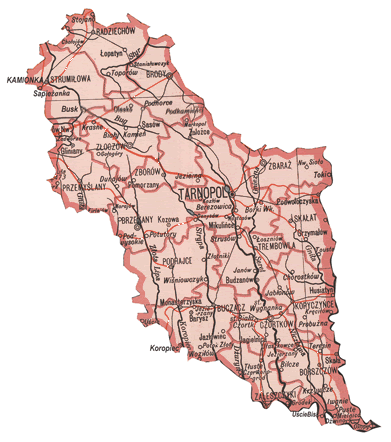
A Tarnopoli vajdaság

1918. novemberében ukrán nemzeti tanács vette át a hatalmat Tarnopolban és a város csatlakozott a Nyugatukrajnai Népköztársasághoz, amely a következő év januárjában beleolvadt az Ukrán Népköztársaságba. 1919 júliusában Lengyelország elfoglalta Galíciát és Tarnopol egészen 1939-ig az ország része maradt. Kivétel ez alól az 1920 júliusa és szeptembere közötti két és fél hónap volt, amikor a szovjet Vörös Hadsereg szállta meg a területet és Tarnopol fővárossal létrehozták a rövid életű Galíciai Szovjet Szocialista Köztársaságot. 1921-ben Tarnopol lett a hasonló nevű lengyel vajdaság székhelye, melyhez 17 járás tartozott.
A második világháború kitörése után Tarnopolt 1939. szeptember 17-én megszállta a Vörös Hadsereg és decemberben az Ukrán SZSZK Tarnopoli területének székhelye lett.
1941-ben németek foglalták el Tarnopolt. A németek által felfegyverzett keresztény lakosok a helyi temetőben 500 zsidót mészároltak le. 1941 szeptemberében létrehozták a zsidó gettót, melyben a már a következő télen tömegesen haltak éhen vagy fagytak meg a lakosok. A gettóból 1942-1943-an öt alkalommal küldtek transzportokat a bełżeci megsemmisítő táborba. Mire a Vörös Hadsereg megérkezett, a gettó 12 ezer lakosából csak néhány száz maradt életben.
1944-ben, miután a szovjet csapatok visszafoglalták a németektől, a város nevét Ternopilre (oroszul Ternopol) változtatták.
1991. augusztus 24-e óta Ternopil a független Ukrajna Ternopili területének központja.

## Népesség
| Lakosok száma | 17 210 | 52 245 | 204 845 | 226 318 | 219 122 | 217 577 | 217 118 | 218 228 | 221 820 | 225 238 |
|               | 1857   | 1959   | 1989    | 2003    | 2006    | 2010    | 2013    | 2016    | 2019    | 2022    |

A 2001-es népszámlálási adatok szerint a lakosok anyanyelv szerinti megoszlása a következő volt: ukrán 94,8%, orosz 3,37%, belorusz 0,07%, lengyel 0,04%, örmény 0,02%, moldáv 0,02%, bolgár 0,01%, német 0,01%,
román 0,01%, magyar 0,01%. 1989-ben 91,2% mondta magát ukránnak, 7,1% orosznak, 0,5% pedig lengyelnek.
A lakosok többsége görögkatolikus. A második legnagyobb egyház az ortodox, és a római katolikus egyház is jelen van a városban.

## Kultúra és oktatás

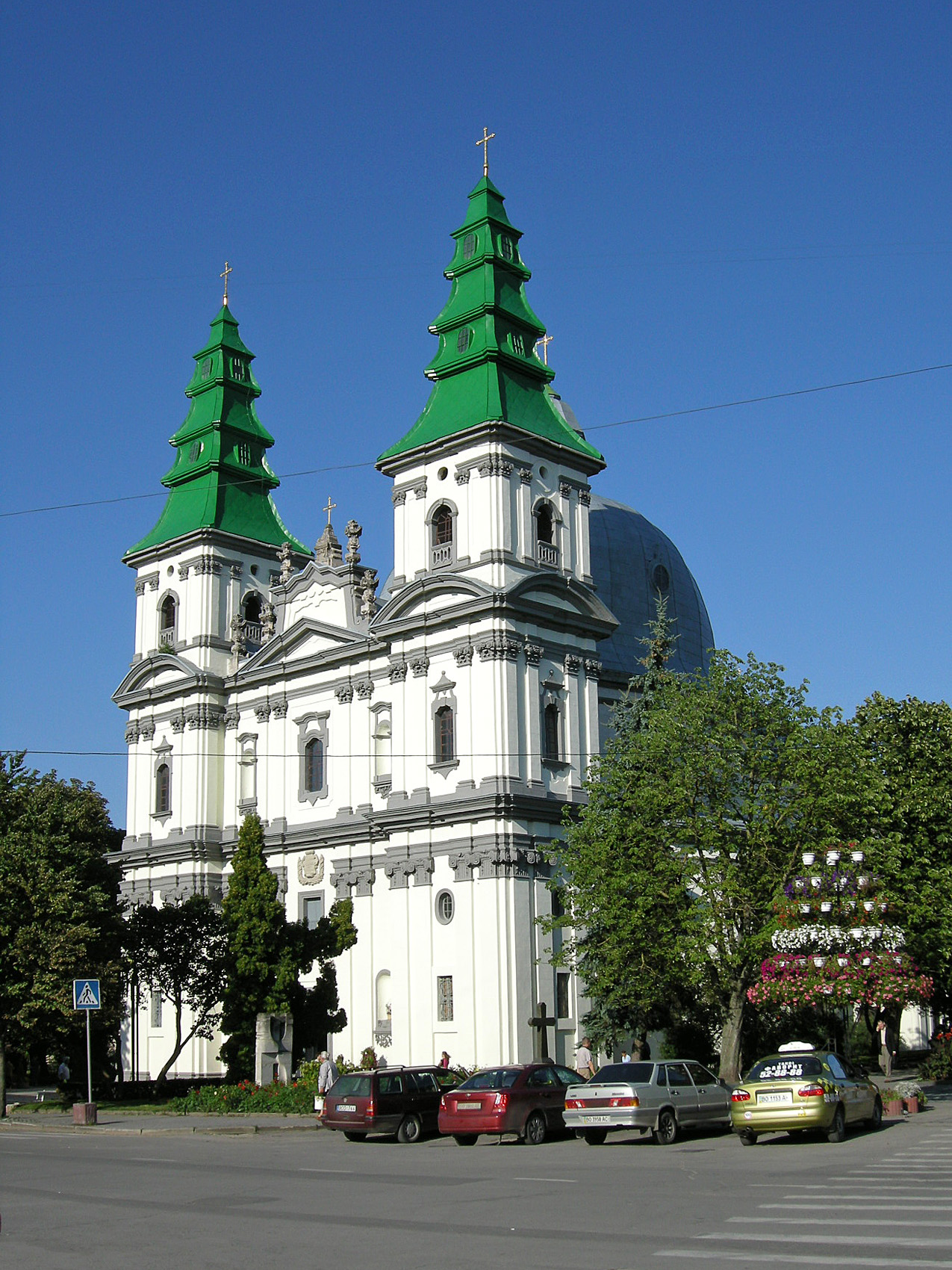
A görögkatolikus székesegyház

Ternopil Ukrajna fontos egyetemi városa. A helyi felsőoktatási intézmények a következők:
- Volodimir Hnatyuk Ternopili Nemzeti Pedagógiai Egyetem
- Ternopili Nemzeti Közgazdasági Egyetem
- Ivan Puljuj Ternopili Nemzeti Műszaki Egyetem
- Szociális és Információs Technológiák Ternopili Intézete
- I. Ja. Gorbacsevszkij Ternopili Állami Orvostudományi Egyetem
- Ternopili Kísérleti Pedagógusképző Intézet
- Az Európai Egyetem ternopili fiókja
- Ternopili Közgazdasági Intézet
- Ternopili Kereskedelmi Intézet

A színházi élet központja a Tarasz Sevcsenkóról elnevezett Ternopili területi drámai színház. A városban 30 könyvkiadó és legalább 22 zene- és táncegyüttes működik.
Ternopil múzeumai:
- Ternopili Helytörténeti Múzeum
- Ternopili Területi Szépművészeti Múzeum
- A Politikai Foglyok Emlékmúzeuma
- Könyvtármúzeum
- Az Ukrán Művészek Nemzeti Szövetségének művészeti galériája
- Ivan Puljuj-múzeum

A városban több mint egytucatnyi - főleg heti megjelenésű - helyi sajtóterméket adnak ki; emellett három helyi tévé- és négy rádiócsatorna működik.  

## Látnivalók

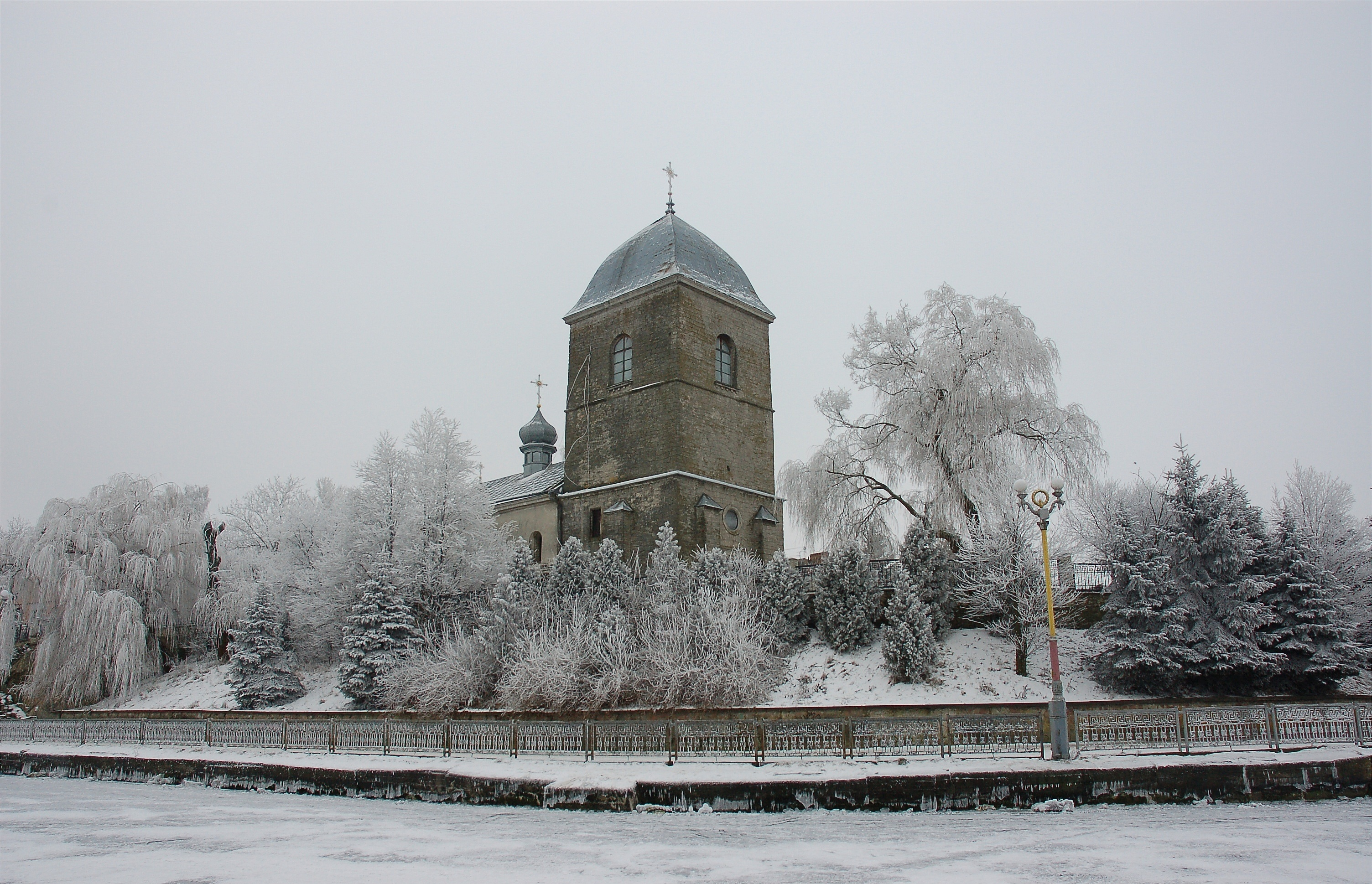
Szent Kereszt-templom

Ternopilban öt ukrán nemzeti jelentőségű építészeti műemlék található:
- A ternopili erőd, amelyet a város alapításakor kezdtek építeni és a 19. században kastéllyá alakítottak át
- A 16. század végén épült pravoszláv Szent Kereszt templom, a város legrégebbi temploma
- Az 1602-ben épült pravoszláv Krisztus Születése-templom
- A 18. századi barokk stílusú görögkatolikus Szeplőtelen fogantatás székesegyház, volt dominikánus templom
- A székesegyház melletti volt dominikánus kolostor

Egyéb szép történelmi épületek: Jozefita nővérek líceuma (ma területi ügyészség), tiszti kaszinó (ma városi tanács), Grabowski-villa (egyetemi könyvtár), vasútállomás, városi kórház (ma 5. sz. iskola), Osztrák-Magyar Bank (Nemzeti Bank), Podolsky szálloda (Ukrajna szálloda), reálgimnázium (I. Franko-középiskola), népiskola-társaság (irodaház), 2. lengyel gimnázium (4. sz. iskola), városi takarékpénztár (Szberbank), ipartanoda (szupermarket)
A városban 20 ukrán nemzeti hős vagy helyi jelentőségű személyiség szobrát állították fel, többek között Sztepan Banderának, Danyiil halicsi fejedelemnek, Ivan Frankónak és Tarasz Sevcsenkónak állítottak emléket. 

## Sport

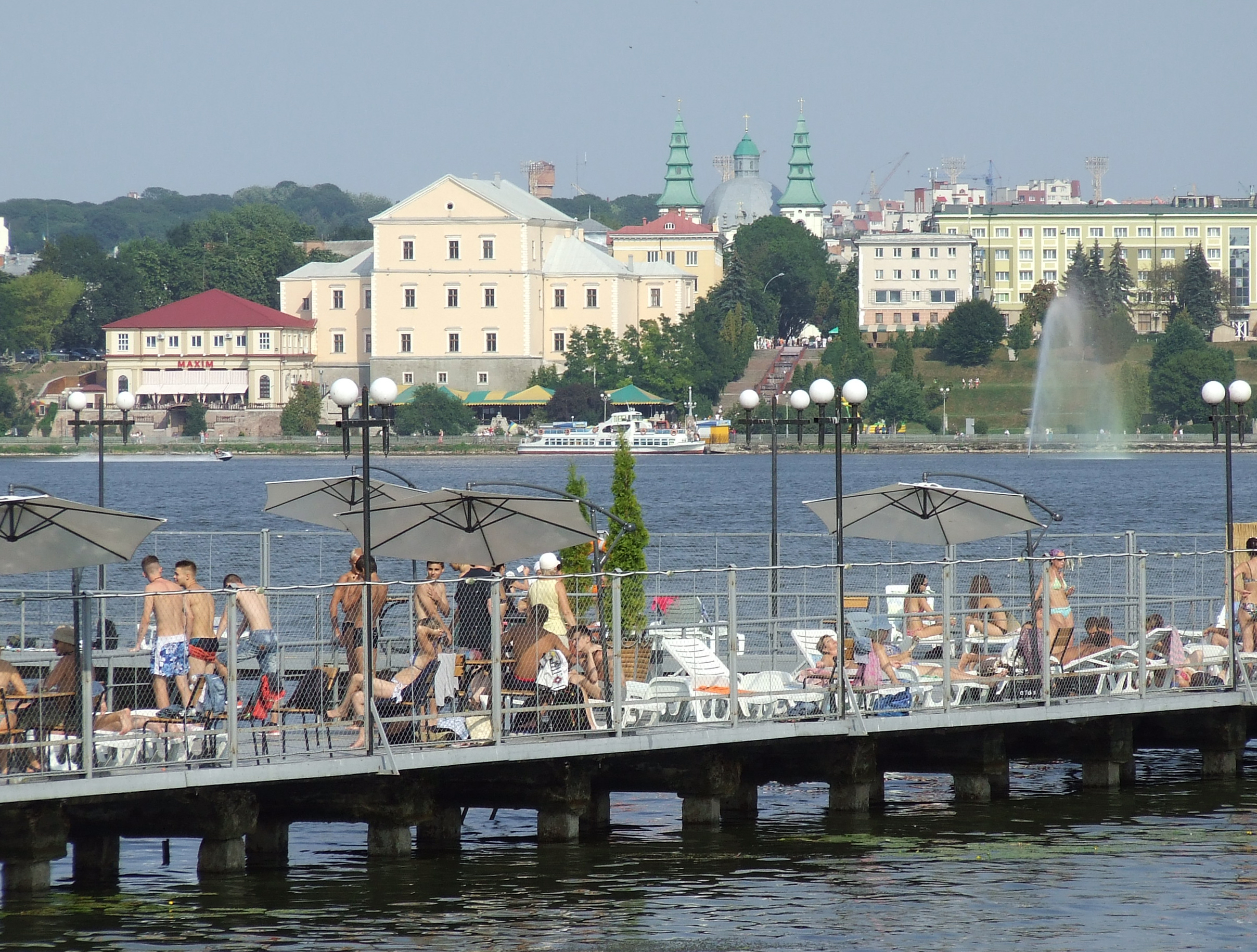
"Riviera Beach"

A közgazdasági egyetem női röplabdacsapata, a Halicsanka Ternopil 2010-ben megnyerte az Ukrán Szuperliga bajnokságot.
A városnak két futballcsapata van, a Niva és az FC Teropil. A Niva az ukrán bajnokság első osztályában játszik.
Az EkonomUniverszitet-Energo kézilabdacsapat az ukrán szuperliga közepkategóriása, a BC Ternopil kosárlabdacsapat az ukrán első osztályban játszik. 

## Testvérvárosok
- Szliven, Bulgária
- Yonkers, Egyesült Államok
- Chorzów, Lengyelország
- Batumi, Grúzia
- Tiraspol, Dnyeszter Menti Köztársaság

## Fordítás
- Ez a szócikk részben vagy egészben  a(z)   Тернопіль című ukrán Wikipédia-szócikk ezen változatának fordításán alapul.  Az eredeti cikk szerkesztőit annak laptörténete sorolja fel. Ez a jelzés csupán a megfogalmazás eredetét és a szerzői jogokat jelzi, nem szolgál a cikkben szereplő információk forrásmegjelöléseként.